# كربون رابعي

الصيغة الهيكلية لمركب نيوبنتان (الكربون الرباعي باللون الأحمر)

الكربون الرابعي هو ذرة كربون مرتبطة بأربع ذرات كربون أخرى. لهذا السبب، توجد ذرات الكربون الرابعية فقط في الهيدروكربونات التي لديها خمس ذرات كربون على الأقل. يمكن أن توجد ذرات الكربون الرابعية في الألكانات المتفرعة، ولكن ليس في الألكانات الخطية.
|                              | الكربون الأولي | الكربون الثانوي | الكربون الثالثي | الكربون الرابعي |
| الهيكل العام (R = باقي عضوي) | frameless=1.0  | frameless=1.0   | frameless=1.0   | frameless=1.0   |
| تمثيل جزئي للصيغة البنيوية   | frameless=1.0  | frameless=1.0   | frameless=1.0   | frameless=1.0   |